# Pleasant Valley (Virginie-Occidentale)
Pour les articles homonymes, voir Pleasant Valley.
Pleasant Valley est une ville américaine située dans le comté de Marion en Virginie-Occidentale.
Selon le recensement de 2010, Pleasant Valley compte 3 149 habitants. La municipalité s'étend sur 3,41 milles carrés (8,83 km2), dont 3,23 milles carrés (8,37 km2) de terres.
Autrefois appelée Beeler Station, la ville doit son nom à sa situation géographique. Pleasant Valley signifie en effet « vallée agréable » en français.